# Municipio de Dodge (condado de Union)
El municipio de Dodge (en inglés: Dodge Township) es un municipio ubicado en el condado de Union en el estado estadounidense de Iowa. En el año 2010 tenía una población de 209 habitantes y una densidad poblacional de 2,28 personas por km².

## Geografía
El municipio de Dodge se encuentra ubicado en las coordenadas 41°6′38″N 94°11′6″O / 41.11056, -94.18500. Según la Oficina del Censo de los Estados Unidos, el municipio tiene una superficie total de 91.83 km², de la cual 91,64 km² corresponden a tierra firme y (0,21 %) 0,19 km² es agua.

## Demografía
Según el censo de 2010, había 209 personas residiendo en el municipio de Dodge. La densidad de población era de 2,28 hab./km². De los 209 habitantes, el municipio de Dodge estaba compuesto por el 97,61 % blancos y el 2,39 % eran de una mezcla de razas. Del total de la población el 0,96 % eran hispanos o latinos de cualquier raza.